# Ґурджаанський муніципалітет

Ґурджаанський муніципалітет на мапі Кахетії

Ґурджаанський муніципалітет (груз. გურჯაანის მუნიციპალიტეტი) — адміністративна одиниця мгаре Кахетія, Грузія. Адміністративний центр — місто Ґурджаані. 

## Географія
Муніципалітет знаходиться на сході Грузії, на території історичної області Кахетія. До складу муніципалітету входить одне місто та 29 сіл.

## Клімат
У Ґурджаанському муніципалітеті вологий субтропічний клімат. Середньорічна температура 12 °С. 
| Кліматограма Ґурджаанського муніципалітету                                            | Кліматограма Ґурджаанського муніципалітету | Кліматограма Ґурджаанського муніципалітету | Кліматограма Ґурджаанського муніципалітету | Кліматограма Ґурджаанського муніципалітету | Кліматограма Ґурджаанського муніципалітету | Кліматограма Ґурджаанського муніципалітету | Кліматограма Ґурджаанського муніципалітету | Кліматограма Ґурджаанського муніципалітету | Кліматограма Ґурджаанського муніципалітету | Кліматограма Ґурджаанського муніципалітету | Кліматограма Ґурджаанського муніципалітету |
| ------------------------------------------------------------------------------------- | ------------------------------------------ | ------------------------------------------ | ------------------------------------------ | ------------------------------------------ | ------------------------------------------ | ------------------------------------------ | ------------------------------------------ | ------------------------------------------ | ------------------------------------------ | ------------------------------------------ | ------------------------------------------ |
| С                                                                                     | Л                                          | Б                                          | К                                          | Т                                          | Ч                                          | Л                                          | С                                          | В                                          | Ж                                          | Л                                          | Г                                          |
| 50 4 −6                                                                               | 30 10 −5                                   | 47 17 −2                                   | 57 20 3                                    | 98 22 10                                   | 56 25 15                                   | 93 27 18                                   | 20 30 18                                   | 77 24 15                                   | 49 18 7                                    | 37 12 3                                    | 29 6 −3                                    |
| Середня макс. і мін. температури повітря (°C) Атмосферні опади (мм), за рік : 643 мм. |                                            |                                            |                                            |                                            |                                            |                                            |                                            |                                            |                                            |                                            |                                            |

## Населення
Станом на 1 січня 2016 року чисельність населення муніципалітету склала 53,9 тис. мешканців.
| 1989     | 2002     | 2006     | 2008     | 2014     | 2016     |
| -------- | -------- | -------- | -------- | -------- | -------- |
| → 78 442 | ↘ 72 618 | ↘ 70 900 | ↘ 70 200 | ↘ 54 337 | ↘ 53 900 |

### Етнічний склад населення
За переписом 2014 року етнічний склад населення є таким:
| Грузини       | 53 494 | 98,45 %  |
| Вірмени       | 273    | 0,50 %   |
| Осетини       | 267    | 0,49 %   |
| Росіяни       | 140    | 0,26 %   |
| Азербайджанці | 48     | 0,09 %   |
| Українці      | 38     | 0,07 %   |
| Греки         | 19     | 0,03 %   |
| Єзиди         | 18     | 0,03 %   |
| Загалом       | 54 337 | 100,00 % |